# Bugalhos
Bugalhos est une freguesia portugaise située dans le District de Santarém.
Avec une superficie de 16,39 km2 et une population de 1 172 habitants (2001), la paroisse possède une densité de 71,5 hab/km2.